# Lista szkół w Nowogardzie
Publiczne przedszkola:
- Publiczne Przedszkole nr 1 (ul. S. Żeromskiego 14)
- Publiczne Przedszkole nr 3 (ul. Poniatowskiego 2a)
- Publiczne Przedszkole nr 4 (ul. Kościuszki 3)

## Szkoły podstawowe
| szkoła                                | patron                     | data utworzenia | rodzaj szkoły               | adres                            |
| ------------------------------------- | -------------------------- | --------------- | --------------------------- | -------------------------------- |
| Szkoła Podstawowa nr 1                | im. Tadeusza Kościuszki    | 1945-07-14      | szkoła publiczna            | ul. Wojska Polskiego 6           |
| Szkoła Podstawowa nr 2                | im. Marii Konopnickiej     | ?               | szkoła publiczna            | ul. S. Żeromskiego 5             |
| Szkoła Podstawowa nr 3                | im. Polskich Olimpijczyków | 1988-09-01      | szkoła publiczna            | ul. Bohaterów Warszawy 78        |
| Szkoła Podstawowa nr 4                | im. Jana Pawła II          | ?               | szkoła publiczna            | ul. Generała Bema 41             |
| Specjalny Ośrodek Szkolno-Wychowawczy | –                          | 1982-09-01      | ośrodek szkolno-wychowawczy | ul. ks. Józefa Poniatowskiego 17 |

## Licea
| szkoła                                                 | patron                    | data utworzenia | rodzaj szkoły    | adres                     |
| ------------------------------------------------------ | ------------------------- | --------------- | ---------------- | ------------------------- |
| I Liceum Ogólnokształcące                              | im. ppor. Emilii Gierczak | 1966-09-01      | szkoła publiczna | ul. Wojska Polskiego 6    |
| II Liceum Ogólnokształcące                             | –                         | 1995-09-01      | szkoła publiczna | ul. Bohaterów Warszawy 78 |
| LO w Zespole Szkół Ponadgimnazjalnych                  | im. Stanisława Staszica   | ?               | szkoła publiczna | ul. Poniatowskiego 21     |
| Liceum Ogólnokształcące przy Centrum Edukacji „Zdroje” | –                         | ?               | szkoła prywatna  | ul. Bohaterów Warszawy 78 |